# Skulpturenmuseum Marl
Das Skulpturenmuseum Marl (bis 2022 Skulpturenmuseum Glaskasten) ist ein 1982 gegründetes städtisches Kunstmuseum in Marl. Schwerpunkt der Sammlung sind Skulpturen der Klassischen Moderne und der zeitgenössischen Kunst sowie Video- und Klangkunst.

## Geschichte

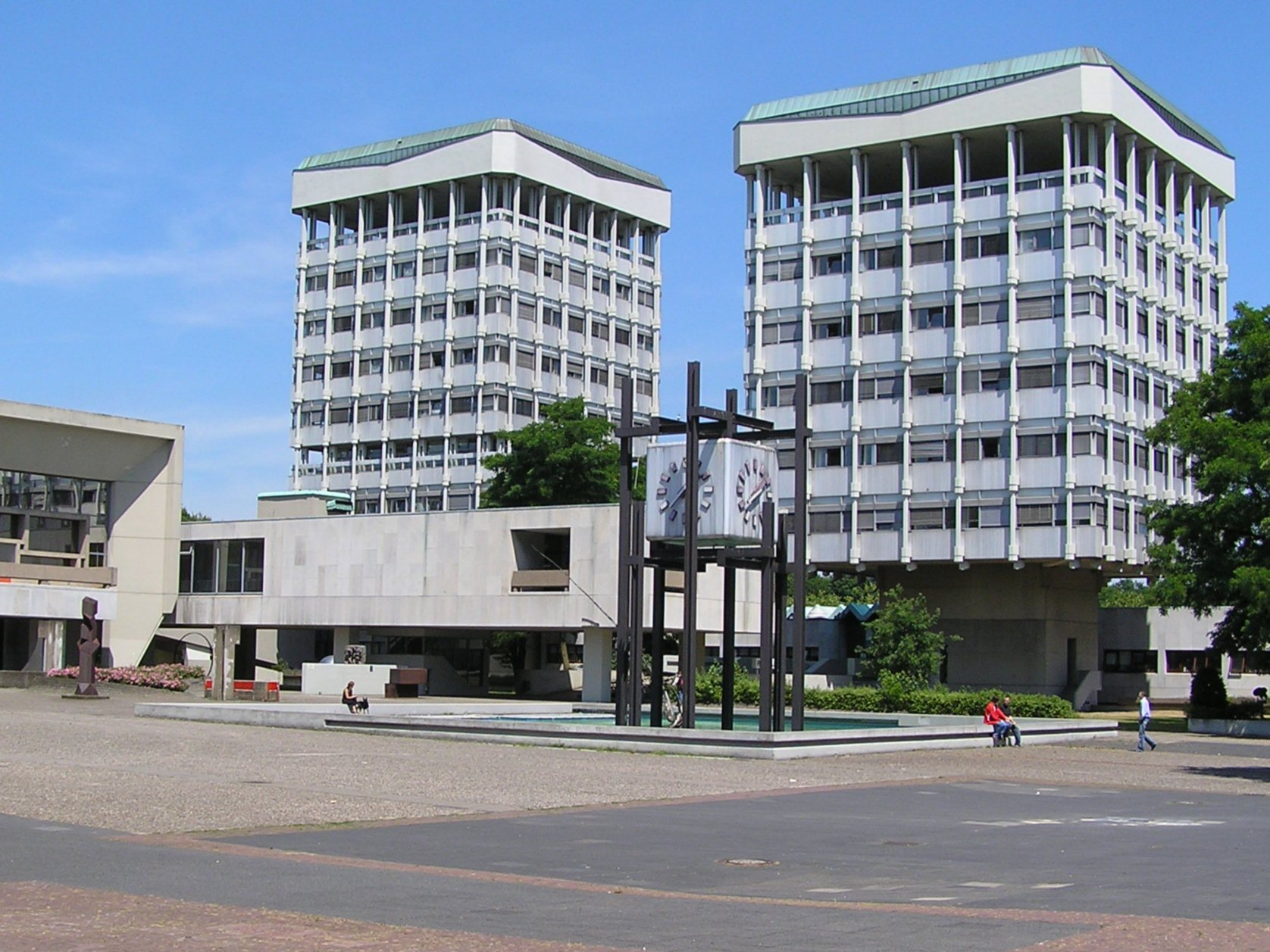
Rathaus in Marl, links das Skulpturenmuseum.

Die Industriestadt Marl begann nach 1945 mit dem Wiederaufbau. Rudolf-Ernst Heiland, der von 1946 bis 1965 Bürgermeister der Stadt Marl war, verpflichtete für städtische Bauvorhaben einige international anerkannte Architekten, wie z. B. Hans Scharoun für den Schulneubau, Johannes Hendrik van den Broek und Jacob Bakema für das Rathaus. Ende 1954 beschloss der Rat auf Anregung Heilands eine prozentual festgesetzte Summe der Baukosten für die künstlerische Gestaltung von Neubauten im Rahmen des Programms „Kunst am Bau“ einzusetzen. Gleichzeitig kaufte die Stadt eine Vielzahl an Kleinplastiken für die Ausgestaltung von Innenräumen städtischer Einrichtungen an. So erwarb die Stadt Marl nach und nach Kunstwerke renommierter Künstler, vorwiegend des 20. Jahrhunderts, darunter Arbeiten von Auguste Rodin, Käthe Kollwitz, Ernst Barlach und Wilhelm Lehmbruck.
1970 richtete Marl die Freiluftausstellung „Marl 70 – Stadt und Skulptur“ aus, zwei Jahre später kam es zu einer zweiten Ausgabe der Schau. Auch aus diesen beiden Ausstellungen dieser kaufte die Stadt einige Arbeiten an. Im Jahr 1978 stellte die Stadt Marl den Kunsthistoriker Uwe Rüth zur Pflege und zum Ausbau einer Sammlung ein. 1982 erfolgte die offizielle Gründung des Museums. Es zog in einen neuen komplett mit Glas umbauten Raum unter dem Sitzungstrakt des Marler Rathauses, den „Glaskasten“. Rüth wurde erster Museumsdirektor, und im Jahr 1990 wurde die städtische Paracelsus-Klinik als Außenstelle Teil des Museums.
1993 wurde der Freundeskreis Habakuk gegründet, der das Museum seitdem finanziell und ideel unterstützt. Der Name Habakuk geht auf eine gleichnamige Skulptur von Max Ernst zurück, die als erste vom Freundeskreis für das Museum angekauft wurde.
In der Corona-Krise 2020 zeigt das Skulpturenmuseum die Klangkunst-Ausstellung „sound + space“ von Johannes S. Sistermanns und Pierre-Laurent Cassère. Der Bürgermeister von Marl Werner Arndt äußert sich dazu: „Unser Museum mag im Augenblick zwar geschlossen sein, Kunst kann man trotzdem genießen.“
Mit Beginn der Renovierungsmaßnahmen am Rathaus Marl musste das Skulpturenmuseum seinen Standort im Glaskasten verlassen. Am 9. Januar 2022 wurde das Skulpturenmuseum dort endgültig geschlossen. Seit April 2022 befindet sich das Museum an einem temporären Übergangsstandort an der Martin-Luther-King-Schule in Marl-Hüls und setzt dort seine Ausstellungstätigkeit fort. Die Museumssammlung ist für die Übergangszeit im LWL-Depot in Münster eingelagert. Ein neues dauerhaftes Museum soll im Gebäude einer ehemaligen Hauptschule, erbaut von Marls Stadtarchitekt Günther Marschall entstehen.

### Museumsleitung
Gründungsdirektor Uwe Rüth leitete das Museum bis 2007, danach übergangsweise sein ehemaliger Stellvertreter Karl-Heinz Brosthaus. Seit 2011 hat der Kunsthistoriker Georg Elben die Leitung des Skulpturenmuseums Marl inne.

### Skulptur Projekte Münster 2017
2017 kooperierte das Skulpturenmuseum Glaskasten Marl mit den Skulptur Projekten Münster. The Hot Wire umfasste verschiedene Projektbausteine im Innen- wie Außenbereich: Einige Künstler arbeiteten in beiden Städten, Skulpturen wurden ausgetauscht, es gab eine Ausstellung von Modellen aus dem Archiv der Skulptur Projekte und dem Bestand des Skulpturenmuseums Glaskasten Marl, auch das Münsteraner Schreib-Projekt Kur und Kür bezog den Standort Marl mit ein.

## Marschall 66
Der geplante neue Standort des Skulpturenmuseums trägt den Namen Marschall 66. Vorgesehen ist dafür das Gebäude der ehemaligen Hauptschule an der Kampstraße in Marl. Dieses entstand zwischen 1966 und 1969 nach den Plänen des Architekten Günther Marschall. Seit 2009 steht es leer. Erstmals für kulturelle Zwecke genutzt wurden die Räume 2017 für die Initiative Ruhrmoderne Sommerakademie (RMSA).
Der Entwurf für den Umbau zum Kulturzentrum Marschall 66 des unter Denkmalschutz stehenden Gebäudes stammt vom Architekturbüros Feja + Kemper Architekten aus Recklinghausen. Marschall 66 ist als multifunktionales Haus für eine breite Öffentlichkeit geplant. Neben dem Skulpturenmuseum samt Werkstatt und Künstleratelier soll die Stadtbibliothek Marl in das Gebäude einziehen. Auch für Musikschule und Volkshochschule und ein Café sind Räume vorgesehen. Ein geplanter multifunktionaler Veranstaltungssaal fasst über 100 Sitzplätze.
Die Realisierung von Marschall 66 ist ein zentrales Element der geplanten Neugestaltung der Marler Innenstadt und des Integrierten Stadtentwicklungskonzeptes Marl 2025+.
Das Bauprojekt wird vom Land Nordrhein-Westfalen und vom Bund gefördert. Insgesamt beträgt die Fördersumme 10,9 Millionen Euro, 5,5 Millionen stammen aus der Städtebauförderung, 5,4 Millionen aus dem Bundesprogramm »Nationale Projekte des Städtebaus«. Der Landschaftsverband Westfalen-Lippe unterstützt das Projekt mit 400.000 Euro.
Seit der doppelten Ratsentscheidung im Dezember 2022 gegen die Mehrkostenübernahme beim Umbau von Marschall 66 ruhte das Projekt bis Juni 2023. Gegen die drohende, komplette Schließung des Museums haben sich prominente Stimmen aus Kultur, Politik und Wirtschaft sowie die Marler Bürgerinitiative Zukunft findet Stadt ausgesprochen. Der Freundeskreis Habakuk hat im März 2023 ein Magazin zu Marschall herausgebracht, das über das Bauprojekt informiert. Am 15. Juni 2023 wurde in einer geheimen Abstimmung für die Übernahme der Mehrkosten gestimmt – die Realisierung des Kulturzentrums ist bis Ende 2026 kalkuliert. Derzeit setzt das Skulpturenmuseum Marl in einem provisorisch renovierten Klassentrakt auf dem Schulhof der Martin-Luther-King Gesamtschule in der Georg-Herwegh-Straße 63–67 seine Ausstellungstätigkeit fort. Die Museumssammlung ist für die Übergangszeit in Marl-Hüls im LWL-Depot in Münster eingelagert.

## Die Sammlung
Den Schwerpunkt bilden Skulpturen der klassischen Moderne und der zeitgenössischen Kunst sowie dreidimensionale Arbeiten wie Objekte und Installationen. Die Sammlung umfasst Künstler wie z. B. Auguste Rodin, Timm Ulrichs, Constantin Meunier, Alberto Giacometti und Max Ernst sowie jüngere zeitgenössische Künstler.

### Skulpturenpark
Rund 100 Skulpturen aus der Sammlung des Museums sind im öffentlichen Raum Marls verteilt, darunter Skulpturen von Hans Arp, Richard Serra und Ossip Zadkine. Je näher der Besucher dem Zentrum Marls kommt, desto dichter wird die Anzahl der Objekte.

## Ausstellungen (Auswahl)
- 2003: Ausstellung mit Gegenwartskunst für alle fünf Sinne u. a. mit Victor Bonato, Mark Formanek, Carsten Gliese, Christina Kubisch und Timm Ulrichs.[11]
- 2015: CHINA 8 – Zeitgenössische Kunst aus China an Rhein und Ruhr. Das Skulpturenmuseum Marl war als eines von neun Museen an der musealen Bestandsaufnahme zeitgenössischer chinesischer Kunst beteiligt. China 8 versammelte Werke von 120 chinesischen Künstlern. In Marl lag der Ausstellungsschwerpunkt auf Video- und     Klangkunst.
- 2017: The Hot Wire. Eine Kooperation mit den Skulptur Projekten Münster, u. a. mit Richard Artschwager, Reiner     Ruthenbeck, Thomas Schütte, Joëlle Tuerlinckx und Dominique Gonzalez-Foerster
- 2018: Kunst & Kohle „Arbeiten aus allen Medien rund um das Thema Kohle und Bergbau werden ausgestellt,     darunter zukunftsweisende junge Positionen ebenso wie Werke aus dem etablierten kunsthistorischen Kanon“, u. a. mit Peppi Bottrop, Jeremy Deller, Nikolaus Gansterer, Denise Ritter, Andreas Siekmann[12]
- 2019: made in marl. Die Ausstellung zeigte über die Jahre für Marl entstandenen Kunstwerke: 18 Videos, 13 Skulpturen und (Klang)-Installationen sowie die drei Foto- und Plakatserien. U.a. mit Janet Biggs, Bogomir Ecker, Martin Kaltwasser, Mischa Kuball, Isa Melsheimer, Thomas Schütte, Günther Uecker
- 2021: Keramocringe von Gereon Krebber
- 2021 / 2022: (BLACKOUT) von Mischa Kuball
- 2022: Erweiterte Welten. Urbane Medienkunst in Marl. Mit Lotta Bauer, Thiemo Frömberg, Hamidreza Ghasemi, Huong Huynh, Elena Kruglova, Donja Nasseri, Jana Kerima Stolzer & Lex Rütten, Julia Unkel

## Neue Medien
Die Museumsarbeit des Skulpturenmuseums Marl richtet sich in besonderer Weise auf die Neuen Medien. Seit 1984 wird alle zwei Jahre der mit 10.000 EUR dotierte Marler Video-Kunst-Preis vergeben. Seit 1998 gibt es den Video-Installations-Preis und 2002 wurde durch die Begegnung des damaligen Programmchefs von WDR 3, Karl Karst, mit dem damaligen Museumsdirektor Uwe Rüth der mit insgesamt 20.000 EUR dotierte Deutsche Klangkunst-Preis ins Leben gerufen. Ausschreibung und Vergabe erfolgten in Kooperation mit der Initiative Hören (ab 2012 mit der Stiftung Hören) und mit dem Kulturradio WDR 3. Seit 2013 werden die weiterhin getrennt durchgeführten Wettbewerbe für Video- und Klangkunst gemeinsam in einer Ausstellung als Marler Medienkunstpreise präsentiert. Aufgrund des Umzugs des Museums pausiert die Preisvergabe. Sie soll im neuen Standort Marschall 66 fortgesetzt werden.
Preisträger des Deutschen Klangkunst-Preises waren z. B. Georg Klein (2002), Katja Kölle (2004), Robert Jacobsen (2006) Gerriet K. Sharma (2008) und Denise Ritter (2010).

## Kooperationen
Das Skulpturenmuseum Marl ist Teil der RuhrKunstMuseen, einer Initiative von 21 Museen zur Kulturhauptstadt RUHR.2010.